# Estanqueidade
Estanqueidade é um neologismo que significa estanque, hermético, "sem vazamento", em inglês no-leak, ou seja, é a definição dada a um produto que está isento de furos, trincas ou porosidades que possam deixar sair ou entrar parte de seu conteúdo.
Um exemplo clássico é o pneu do carro. Se houver algum furo, o ar contido nele irá escapar e o pneu murcha, perdendo a sua funcionalidade. As indústrias fabricantes de produtos  manufaturados, como autopeças, eletrodomésticos, embalagens, produtos alimentícios, farmacêuticos, metais sanitários, componentes eletrônicos, entre outras, efetuam o teste de estanqueidade em seus produtos com o fim de assegurar a qualidade aos seus clientes. Para isso, utilizam-se de recursos como teste de imersão (famoso teste do borracheiro), onde injeta-se o ar dentro da peça em teste, imersa em algum líquido, e verifica-se o surgimento (ou não) de bolhas de ar que venham a vazar da peça.
Embora não exatamente na origem, outra forma menos generativa e sim quantitativa é medir a queda de pressão dentro da peça: injetando ar e medindo através de transdutores de pressão eletrônicos ou mecânicos a variação (queda) da pressão após confinar o ar dentro da peça.
Quando utilizam-se sensores eletrônicos, pode-se utilizar o método de  "Queda de pressão" (Pressure Decay) e o método "Diferencial", sendo o primeiro mais barato porém menos preciso.
Métodos mais avançados consistem em medir a vazão direta do ar (ou outro gás), de forma a dimensionar precisamente o furo, trinca ou porosidade que a peça possui. Estes métodos utilizam medidores de vazão mássica ou volumétrica.
Com exceção do teste de imersão na água ou espuma de sabão, os métodos eletrônicos conhecidos apenas detectam se está ocorrendo ou não algum vazamento, não identificando a origem porém eventualmente e dependendo do aparelho, o tipo de gás misturado no ambiente.
Estes testes utilizam os fundamentos da 1a. 2 a. leis da termodinâmica, medindo variação da massa de ar (mols) dentro da peça através da medição da variação da pressão. Entretanto, partimos do princípio que a temperatura e volume da peça se mantém constantes durante o processo de medição. Isto muitas vezes é difícil de garantir em processos produtivos, e faz-se necessário recorrer a especialistas para aplicar corretamente este tipo de teste.
Outros tipo de dispositivos de teste são os detectores(cheiradores) de Hélio, GLP,  gás refrigerante  (R-410A, R-2,  R-12, R-22, R134A) entre outros. Estes equipamentos geralmente são manuais (precisam ser passados próximos às áreas suspeitas de vazamento).

Existem fabricantes deste tipo de equipamento nos Brasil, Estados Unidos, Europa, Japão, entre outros.